# Iglesia y Escuela de Santa María de la Asunción
La Iglesia y Escuela de Santa María de la Asunción (en inglés: St. Mary of the Assumption Church and School) en Park City, Utah al oeste de Estados Unidos, es la iglesia católica aún existente más antigua de Utah. La iglesia actual fue construida en 1884 después de que un incendio destruyó una iglesia anterior durante las celebraciones del 4 de julio. La primera iglesia fue construida en 1881 para servir a la comunidad minera en gran parte no Mormona en Park City, una anomalía en el estado dominada hasta ese entonces por ese grupo. El auge de la minería en el área alrededor de Park City trajo mineros, muchos de ellos católicos, de todas partes del país. La iglesia y la escuela están ubicados uno al lado del otro con una conexión en la parte trasera.